# Universitat Internacional de l'Espai
La Universitat Internacional de l'Espai (UIE) (International Space University en anglès, Université Internationale de l'Espace en francès) és una universitat dedicada al descobriment, la recerca, i el desenvolupament de l'espai exterior per a finalitats pacífiques, mitjançant l'educació internacional i multidisciplinària, i els programes de recerca i desenvolupament. És una universitat interdisciplinària sense ànim de lucre, que va ser fundada el 1987, i que ofereix un màster en ciències dels estudis espacials, a més del vaixell insígnia, el programa d'estudis espacials, un programa de desenvolupament, que té lloc cada any a l'estiu, des de 1988, en diversos indrets arreu del món.
El campus central de la universitat internacional de l'espai i la seva caserna general, es troben a Illkirch-Graffenstaden, prop d'Estrasburg, a Alsàcia, a França. La UIE va ser fundada seguint tres principis: havia de ser una universitat interdisciplinària, intercultural, i disposar d'un entorn internacional, per educar i entrenar als professionals de l'espai, i als estudiants de postgrau. El gener de 2014, hi havia més de 3.700 alumnes de la UIE, procedents de més d'un centenar de països. Al novembre de l'any 2017, la Universitat Internacional de l'Espai va celebrar una conferència a Estrasburg, aquesta conferència va portar a la formació de l'associació Moon village, El llogaret lunar en català).
Entre els membres de la facultat de la UIE, hi ha astronautes, dirigents de diverses agències espacials, enginyers espacials, promotors, i experts en legislació i política espacial, incloent a un grup d'experts en temes tecnològics i de l'espai.
El director de la Universitat Internacional de l'Espai, és l'antic astronauta del Programa Apollo, Buzz Aldrin, qui l'any 2004, va reemplaçar al director general de l'Agència Espacial Europea (AEE), Jean-Jacques Dordain, i a l'aclamat escriptor de novel·les de ciència-ficció Arthur C. Clarke. El cinquè president de la Universitat Internacional de l'Espai, és el professor Walter Peeters, qui va prendre possessió del seu càrrec al setembre de 2011.